# 皮茨格羅夫鎮區 (新澤西州)
皮茨格羅夫鎮區（英語：Pittsgrove Township）是位於美國新澤西州塞勒姆縣的一個鎮區。

## 地方資料
皮茨格羅夫鎮區的面積為118.50平方千米，當中陸地面積為116.29平方千米，而水域面積為2.21平方千米。根據2020年美國人口普查的數據，當地共有人口8777人，而人口密度為每平方千米74.07人。